# Почивало
Почивало (на македонска литературна норма: Почивало) е село в Община Щип, Северна Македония.

## География
Селото се намира на 16 километра югоизточно от град Щип.

## История
В XIX век Почивало е село в Щипска кааза на Османската империя. Според статистиката на Васил Кънчов („Македония. Етнография и статистика“) от 1900 година в селото има 100 жители българи християни и 265 турци.
Населението на селото е под върховенството на Българската екзархия. В статистиката на секретаря на екзархията Димитър Мишев от 1905 година („La Macédoine et sa Population Chrétienne“) Почивало (Potchivalo) е посочено като село с 96 жители българи екзархисти и в селото работи българско училище.
При избухването на Балканската война в 1912 година 3 души от Почивало са доброволци в Македоно-одринското опълчение. След Междусъюзническата война в 1913 година селото остава в Сърбия.
Според Димитър Гаджанов в 1916 година в Почивало живеят 396 турци и 128 българи.

## Личности
Родени в Почивало
- Никола Георгиев, македоно-одрински опълченец, в четата на Тодор Александров[5]